# Collet de les Vinyes
El Collet de les Vinyes és una collada situada a 759,1 metres d'altitud. Està situat en el terme municipal de Sant Quirze Safaja, de la comarca del Moianès.
Està situat a l'oest de la carretera C-59, molt a prop de l'angle sud-oest del terme de Sant Quirze Safaja, a prop i al nord-est del Collet dels Termes, on es troben els termes municipals de Sant Quirze Safaja, Sant Feliu de Codines, Gallifa i Castellterçol. És a ponent del Maset i al sud-oest de Pregona. Es troba en el vessant de migdia del Serrat de les Vinyes, al nord-oest del Rost de les Pinasses i al nord-est del Collet dels Termes. En el seu costat de llevant neix el torrent de les Vinyes.